# Wereldkampioenschappen schaatsen allround 1998
Het wereldkampioenschappen schaatsen allround 1998 werd op 13, 14 en 15 maart 1998 in Thialf te Heerenveen gehouden.
Titelverdedigers waren de Wereldkampioenen van 1997 in Nagano. In de M-Wave werden de Duitse Gunda Niemann en Nederlander Ids Postma kampioen.
De Duitse Gunda Niemann en Nederlander Ids Postma prolongeerden beiden hun wereldtitel.

## Vrouwentoernooi
Achtentwintig schaatssters uit vijftien landen, drie uit Duitsland, Japan, Nederland, Rusland en de Verenigde Staten, twee uit Canada, Noorwegen en Roemenië, één uit Finland, Hongarije, Italië, Kazachstan, Oekraïne, Oostenrijk, Tsjechië en Wit-Rusland, namen eraan deel. Vijf schaatssters debuteerden dit jaar.
Gunda Niemann-Kleemann stond met haar negende deelname voor de achtste keer op het erepodium, ze evenaarde daarmee de prestatie van Stien Kaiser ('65-'72) die dit als eerste bereikte. Ze werd de eerste vrouw die zeven maal de wereldtitel (vrouwen allround) veroverde, en ze was de eerste vrouw met vier wereldtitels op rij. En passant reed ze op de 1500m, 3000m en 5000m een kampioenschapsrecord. Het puntentotaal was een wereldrecord evenals de 3000m tijd. Haar landgenote Claudia Pechstein stond met haar zesde WK Allround deelname voor de derde opeenvolgende keer op de tweede plaats op het erepodium. Anni Friesinger vergezelde haar landgenoten op het erepodium, zij werd derde. Duitsland werd hiermee  het vijfde land met drie landgenotes op de plaatsen 1-2-3, na Finland (1× in 1938), de Sovjet-Unie (16x), Nederland (1× in 1968) en Oost-Duitsland (3×, 84-85-86).
Gedurende het toernooi verdreef op vrijdag Claudia Pechstein Gunda Niemann van de eerste plaats op de Adelskalender voor vrouwen door op de 500 meter een persoonlijk record van 40,12 neer te zetten. Niemann zette zelf ook een persoonlijk record op de 500 meter neer (40,57), maar dat was niet genoeg om Pechtstein (op dat moment wereldrecordhoudster op zowel de 3000 als de 5000 meter) van die eerste plaats af te houden. De volgende dag echter brak Niemann het wereldrecord op de 3000 meter (4.05,08), en greep daarmee de eerste plek op de Adelskalender terug. Deze dag is de enige dag in de acht jaren tussen 24 januari 1993 en 24 februari 2001 dat Niemann de Adelskalender niet aanvoerde (Pechstein was degene die in 2001 die plek van haar overnam).
De Nederlandse afvaardiging bestond dit jaar uit Tonny de Jong (4e, brons op de 5000m), Annamarie Thomas (7e, brons op de 500m) en Barbara de Loor (10e).
Emese Hunyady reed dit jaar haar dertiende WK Allroundtoernooi en evenaarde daarmee het recordaantal deelnames van Seiko Hashimoto die dit aantal in 1993 bereikte. Elena Belci reed dit jaar haar twaalfde WK Allroundtoernooi en was daarmee de zesde vrouw die dit aantal bereikte.

## Eindklassement

### Mannen
| Rang   | Schaatser            | Land             | Punten  | 500m          | 5000m        | 1500m        | 10.000m       |
| ------ | -------------------- | ---------------- | ------- | ------------- | ------------ | ------------ | ------------- |
| Goud   | Ids Postma           | Nederland        | 153,367 | 36,48 (1)     | 6.33,09 (1)  | 1.48,85 (1)  | 13.45,91 (4)  |
| Zilver | Rintje Ritsma        | Nederland        | 154,091 | 37,17 (4)     | 6.34,68 (3)  | 1.48,86 (2)  | 13.43,35 (2)  |
| Brons  | Roberto Sighel       | Italië           | 155,830 | 37,54 (6)     | 6.39,68 (6)  | 1.51,19 (3)  | 13.45,18 (3)  |
| 4      | Bart Veldkamp        | België           | 156,129 | 39,02 (27)    | 6.34,60 (2)  | 1.51,57 (5)  | 13.29,19 (1)  |
| 5      | KC Boutiette         | Verenigde Staten | 156,587 | 36,90 (2)     | 6.40,01 (7)  | 1.52,29 (10) | 14.05,13 (9)  |
| 6      | Jelmer Beulenkamp    | Nederland        | 157,165 | 37,95 (14)    | 6.39,15 (5)  | 1.51,46 (4)  | 14.02,94 (8)  |
| 7      | Keiji Shirahata      | Japan            | 157,478 | 37,78 (11)    | 6.48,16 (12) | 1.52,37 (11) | 13.48,53 (5)  |
| 8      | Frank Dittrich       | Duitsland        | 158,217 | 38,65 (24)    | 6.38,90 (4)  | 1.54,20 (21) | 13.52,23 (6)  |
| 9      | Uwe Tonat            | Duitsland        | 158,363 | 37,76 (10)    | 6.47,86 (11) | 1.52,65 (13) | 14.05,35 (10) |
| 10     | Steven Elm           | Canada           | 158,442 | 38,10 (16)    | 6.49,63 (17) | 1.52,13 (7)  | 14.00,06 (7)  |
| 11     | Dave Tamburrino      | Verenigde Staten | 159,384 | 37,74 (9)     | 6.49,36 (16) | 1.53,69 (18) | 14.16,25 (11) |
| 12     | Sergej Tsibenko      | Kazachstan       | 159,938 | 37,49 (5)     | 6.52,90 (20) | 1.52,26 (8)  | 14.34,76 (12) |
| NC13   | Eskil Ervik          | Noorwegen        | 116,613 | 38,54 (20)    | 6.41,50 (9)  | 1.53,77 (19) |               |
| NC14   | Mamoru Ishioka       | Japan            | 116,737 | 37,89 (13)    | 6.48,77 (13) | 1.53,91 (20) |               |
| NC15   | Michael Spielmann    | Duitsland        | 116,808 | 37,56 (7)     | 6.58,25 (26) | 1.52,27 (9)  |               |
| NC16   | Takahiro Nozaki      | Japan            | 116,899 | 38,33 (18)    | 6.48,86 (14) | 1.53,05 (16) |               |
| NC17   | Kevin Marshall       | Canada           | 117,154 | 37,64 (8)     | 6.58,91 (27) | 1.52,87 (15) |               |
| NC18   | Maurizio De Monte    | Italië           | 117,274 | 38,07 (15)    | 6.56,21 (24) | 1.52,75 (14) |               |
| NC19   | Cédric Kuentz        | Frankrijk        | 117,358 | 37,85 (12)    | 6.59,78 (29) | 1.52,59 (12) |               |
| NC20   | Marnix ten Kortenaar | Oostenrijk       | 117,390 | 38,57 (22)    | 6.51,10 (19) | 1.53,13 (17) |               |
| NC21   | Paweł Zygmunt        | Polen            | 117,411 | 38,49 (19)    | 6.45,61 (10) | 1.55,08 (23) |               |
| NC22   | Jason Parker         | Canada           | 117,457 | 37,14 (3)     | 7.09,74 (32) | 1.52,03 (6)  |               |
| NC23   | Jondon Trevena       | Verenigde Staten | 118,081 | 38,22 (17)    | 6.56,05 (23) | 1.54,77 (22) |               |
| NC24   | Kjell Storelid       | Noorwegen        | 118,493 | 39,77 (31)    | 6.40,37 (8)  | 1.56,06 (28) |               |
| NC25   | Sebastian Falk       | Zweden           | 118,600 | 38,55 (21)    | 6.56,90 (25) | 1.55,08 (23) |               |
| NC26   | Anatoli Krasjeninin  | Rusland          | 118,886 | 39,31 (28)    | 6.49,10 (15) | 1.56,00 (27) |               |
| NC27   | Dmitri Krasovski     | Rusland          | 119,097 | 38,58 (23)    | 6.59,51 (28) | 1.55,70 (25) |               |
| NC28   | Desző Horváth        | Roemenië         | 119,411 | 39,32 (29)    | 6.54,65 (22) | 1.55,88 (26) |               |
| NC29   | Samuli Ollanketo     | Finland          | 120,902 | 39,57 (30)    | 7.05,26 (30) | 1.56,42 (29) |               |
| NC30   | Oleg Psevkin         | Wit-Rusland      | 121,611 | 38,99 (26)    | 7.14,18 (34) | 1.57,61 (31) |               |
| NC31   | Sergij Priz          | Oekraïne         | 121,895 | 39,77 (31)    | 7.11,29 (33) | 1.56,99 (30) |               |
| NC32   | Fausto Marreiros     | Portugal         | 123,549 | 40,31 (34)    | 7.08,99 (31) | 2.01,02 (33) |               |
| NC33   | Martin Holoubek      | Tsjechië         | 126,010 | 41,11 (36)    | 7.20,20 (35) | 2.02,64 (34) |               |
| NC34   | Martin Feigenwinter  | Zwitserland      | 141,180 | 1.00,63 (37f) | 6.49,74 (18) | 1.58,73 (32) |               |
| NF3    | Stefan Lechner       | Oostenrijk       | 81,774  | 40,32 (35)    | 6.54,54 (21) | - (NF)       |               |
| NS3    | Andrew Nicholson     | Nieuw-Zeeland    | 83,021  | 38,92 (25)    | 7.21,01 (36) | - (NS)       |               |
| NS2    | Vadim Sajutin        | Rusland          | 39,800  | 39,80 (33)    | - (NS)       |              |               |

### Vrouwen
| Rang   | Schaatsster              | Land             | Punten     | 500m       | 1500m        | 3000m          | 5000m        |
| ------ | ------------------------ | ---------------- | ---------- | ---------- | ------------ | -------------- | ------------ |
| Goud   | Gunda Niemann-Stirnemann | Duitsland        | 163,020 WR | 40,57 (9)  | 1.58,69 (1)  | 4.05,08 (1) WR | 7.00,41 (1)  |
| Zilver | Claudia Pechstein        | Duitsland        | 163,669    | 40,12 (4)  | 1.59,26 (2)  | 4.07,36 (2)    | 7.05,70 (2)  |
| Brons  | Anni Friesinger          | Duitsland        | 166,014    | 40,40 (6)  | 2.01,02 (8)  | 4.11,57 (3)    | 7.13,46 (6)  |
| 4      | Tonny de Jong            | Nederland        | 166,410    | 40,87 (11) | 2.02,28 (12) | 4.12,88 (4)    | 7.06,34 (3)  |
| 5      | Jennifer Rodriguez       | Verenigde Staten | 167,106    | 40,51 (8)  | 2.00,63 (6)  | 4.15,33 (7)    | 7.18,31 (7)  |
| 6      | Ljoedmila Prokasjeva     | Kazachstan       | 167,375    | 41,20 (15) | 2.01,72 (9)  | 4.14,27 (5)    | 7.12,24 (4)  |
| 7      | Annamarie Thomas         | Nederland        | 167,571    | 40,08 (3)  | 2.00,12 (5)  | 4.16,67 (8)    | 7.26,73 (9)  |
| 8      | Emese Hunyady            | Oostenrijk       | 167,922    | 40,25 (5)  | 1.59,93 (4)  | 4.17,09 (9)    | 7.28,48 (10) |
| 9      | Tatjana Trapeznikova     | Rusland          | 168,046    | 40,45 (7)  | 2.02,00 (10) | 4.17,47 (10)   | 7.20,19 (8)  |
| 10     | Barbara de Loor          | Nederland        | 168,185    | 41,67 (19) | 2.02,13 (11) | 4.15,26 (6)    | 7.12,62 (5)  |
| 11     | Becky Sundstrom          | Verenigde Staten | 168,801    | 39,97 (2)  | 2.00,68 (7)  | 4.19,35 (14)   | 7.33,80 (11) |
| 12     | Chris Witty              | Verenigde Staten | 168,851    | 39,45 (1)  | 1.59,46 (3)  | 4.22,57 (18)   | 7.38,20 (12) |
| NC13   | Anette Tønsberg          | Noorwegen        | 125,072    | 40,94 (13) | 2.03,17 (13) | 4.18,46 (12)   |              |
| NC14   | Cindy Overland           | Canada           | 125,789    | 41,62 (18) | 2.03,71 (14) | 4.17,60 (11)   |              |
| NC15   | Mie Uehara               | Japan            | 126,033    | 41,35 (16) | 2.03,99 (16) | 4.20,12 (15)   |              |
| NC16   | Noriko Munekata          | Japan            | 126,252    | 41,84 (20) | 2.03,80 (15) | 4.18,88 (13)   |              |
| NC17   | Chiharu Nozaki           | Japan            | 126,530    | 40,88 (12) | 2.04,44 (17) | 4.25,02 (19)   |              |
| NC18   | Varvara Barysjeva        | Rusland          | 126,896    | 40,59 (10) | 2.05,27 (21) | 4.27,30 (20)   |              |
| NC19   | Mihaela Dascalu          | Roemenië         | 127,178    | 41,88 (21) | 2.04,98 (19) | 4.21,83 (17)   |              |
| NC20   | Anna Saveljeva           | Rusland          | 127,336    | 41,13 (14) | 2.04,50 (18) | 4.28,24 (22)   |              |
| NC21   | Isabelle Doucet          | Canada           | 127,890    | 41,56 (17) | 2.05,19 (20) | 4.27,60 (21)   |              |
| NC22   | Elena Belci-Dal Farra    | Italië           | 128,551    | 42,92 (23) | 2.06,75 (23) | 4.20,29 (16)   |              |
| NC23   | Lise Marie Braathen      | Noorwegen        | 129,968    | 43,05 (24) | 2.06,63 (22) | 4.28,25 (23)   |              |
| NC24   | Svitlana Konstantynova   | Oekraïne         | 131,220    | 42,71 (22) | 2.09,66 (25) | 4.31,74 (25)   |              |
| NC25   | Outi Aunula-Ylä-Sulkava  | Finland          | 131,833    | 43,45 (25) | 2.09,37 (24) | 4.31,56 (24)   |              |
| NC26   | Dana Ionescu             | Roemenië         | 133,229    | 43,83 (27) | 2.09,79 (26) | 4.36,82 (26)   |              |
| NC27   | Jana Rejhonová           | Tsjechië         | 138,740    | 47,26 (28) | 2.14,97 (27) | 4.38,94 (27)   |              |
| DQ2    | Irina Safrankova         | Wit-Rusland      | 90,191     | 43,55 (26) | - (DQ)       | 4.39,85 (28)   |              |

* = met val
NC = niet gekwalificeerd
NF = niet gefinisht
NS = niet gestart
DQ = gediskwalificeerd
Vet gezet = kampioenschapsrecord